# Parajiu-jitsu
O Jiu-Jitsu Paradesportivo, ou Parajiu-Jitsu, é o paradesporto do Jiu-Jitsu. É praticado em todo o mundo por pessoas com deficiências (PCDs) classificadas em 28 Classes Funcionais. As 28 Classes Funcionais organizam os paratletas de acordo com suas limitações de movimentação e/ou deficit intelectual e cognitivo. A Federação Brasileira de Jiu-Jitsu Paradesportivo (FBJJP) é o órgão regulador e promotor do Parajiu-Jitsu no Brasil e no Mundo.  Em 2021, a FBJJP atualizou o Livro Oficial de Regras do Parajiu-Jitsu, assim como atualizou a Classificação Funcional. Tanto o Livro de Regras quanto a Classificação Funcional são utilizados para a realização de competições de Parajiu-Jitsu organizadas pelas principais entidades em todo mundo, sempre com a chancela da FBJJP.

## História
As técnicas de combate corpo a corpo que viriam dar origem ao que hoje se chama de Jiu-Jitsu foram primeiramente registradas na Índia, onde monges utilizavam projeções, torções de articulações e estrangulamentos como forma de se defenderem de ataques. Da mesma forma, no Japão e China medievais, guerreiros e samurais utilizavam técnicas semelhantes para desarmar e neutralizar oponentes.
Data do século XIV o primeiro uso da palavra JuJutsu no Japão. Durante todo o período feudal da história do Japão, técnicas de combate corporal foram utilizadas. Avançando no tempo, no início do século XX, o mestre Jigoro Kano promoveu uma campanha de popularização das técnicas de luta que havia organizado enviando membros da escola Kodokan para ensinar Judô ao redor do mundo. Um desses enviados se chamava Mitsuyo Maeda, que desembarcou em Belém, capital do estado do Pará, no norte do Brasil, em 1913.
No Brasil, especificamente no Rio de Janeiro, os irmãos Gracie passaram a ensinar o Jiu-Jitsu Brasileiro para membros do governo e representantes da elite do país. Nos anos 1950 e 1960, o Jiu-Jitsu viveu um pico de popularidade no Brasil

## Parajiu-Jitsu Moderno
Em 2017, foi criada a FBJJP - Federação Brasileira de Jiu-Jitsu Paradesportivo, através da reunião dos paratletas professores Cleverson Fidelis, Elcirley Luz, Jorge Nakamura, Kelvin Clay, Maro Edson e Rafael Rodrigues se tornando assim a responsável por gerir e difundir as regras de competição em todo o cenário mundial  , para comprovar os benefícios aos paratletas buscaram suporte através de trabalhos científicos nas universidades, buscou-se também entender a parte histórica.
Surge então, em 2017 a FEDERAÇÃO BRASILEIRA DE JIU-JITSU PARADESPORTIO (FBJJP). Assim conseguiram registrar a FBJJP, havendo em seu quadro os seguintes membros Fundadores:
CLEVERSON FIDELIS, ELCIRLEY LUZ SILVA, JORGE NAKAMURA, KELVIN CLAY, MARIO EDSON COWBOY, RAFAEL RODRIGUES.
ATUAL DIRETORIA
Presidência: ELCIRLEY LUZ SILVA
Vice-Presidência: MARIO EDSON COWBOY
Diretoria: CLEVERSON FIDELIS; JORGE NAKAMURA;
Comissão Disciplinar: CLEVERSON FIDELIS, EMANUEL ARAÚJO, JORGE NAKAMURA e SÉRGIO MATUZAKI;
Secretaria de Relações Internas: CLEVERSON FIDELIS
A FBJJP vem auxiliando a FBJJ e JJIF, maiores autoridades no cenário olímpico e paralímpico do Jiu-Jitsu e Paraju-Jitsu , em 2018 a classificação funcional e regras da FBJJP foram usadas no Mundial de Ju Jitsu em Malmo, Suécia . Todos os anos no mês de abril ocorre o mundial de Parajiu-jitsu em Abu Dhabi, UAE  um evento em parceria de UAEJJF e FBJJP ,  o mundial conta com paratletas de todo o mundo, um evento gigantesco e que abriu e está abrindo portas para a inclusão de novas associações e federações regionais filiadas FBJJP.   Desde 2017 a UAEJJF, AJPTOUR e FBJJP desenvolveram o ranking mundial de Parajiu-jitsu, onde é ranqueado os paraltetas mais bem pontuados da temporada de competições.  Em 2020 foi lançado e publicado um estudo cientifico  desenvolvido pela Universidade Federal do Acre - UFAC  em parceria com a FBJJP, o artigo retrata a história e a base científica que o Parajiu-jitsu é um esporte que habilita e reabilita seus paratletas. Em 2018 no por ocasião do Sensei Cleverson Fidelis também atuar no CPB - Centro Paralímpico Brasileiro, houve a apresentação do ParaJiuJitsu ao comitê olímpico Brasileiro, o evento contou com os irmãos Rogério e Rodrigo Nogueira, maiores nomes das artes marciais e do UFC, além da presença da seleção brasileira de judô, havendo uma positiva e produtiva troca de experiências entre os paratletas de Parajiu-jitsu da FBJJP e os judocas integrantes da seleção brasileira de judo, como Alana Maldonado, Lucia Teixeira, Rebeca Silva bem como Técnico da seleção brasileira Jaime Bragança.  
A SJJSAF, também vem abrindo suas competições para o Jiu-Jitsu Especial (Lutas casadas entre atletas com síndrome de down e atletas de renome nacional), Jiu-jitsu para surdos e Parajiu-jitsu.
Em 2019 aconteceu a uma competição exclusiva de paratletas de Jiu-jitsu organizada pelo Jiu-Jitsu Paradesportivo Nacional JJPN e a FCJJP e seus paratletas 
O estado de São Paulo foi estado pioneiro na formação de uma Seleção exclusivamente de Parajiujitsu ocorrido no Centro Paralímpico Brasileiro e através da  Associação Paulista de Parajiujitsu fundada também por paratletas professores Cleverson Fidelis, Rafael Rodrigues e Alex Alves, local onde foram realizadas as seletivas para a formação da 1º seleção estadual de Parajiujitsu, onde desta seleção sairam os ganhadores do 1º Campeonato Brasileiro de Parajiujitsu ocorrido em Santa Catarina, tendo como tecnico da seleção Cleverson Fidelis e Alex Alves, sagrando-se campeã por equipes o estado de São Paulo e os técnicos campeões os professores Rafael ( que não pode comparecer por motivos de saúde, porem teve papel importante na formação do time), Cleverson Fidelis e Alex. https://soucompetidor.com.br/pt-br/eventos/todos-os-eventos/p0972-1o-brasileiro-de-jiu-jitsu-paradesportivo-1-edicao/ https://tatame.com.br/2019/07/realizado-em-santa-catarina-primeiro-brasileiro-de-jiu-jitsu-paradesportivo-vira-um-marco-para-o-esporte/ https://www.terra.com.br/esportes/lance/brasileiro-de-jiu-jitsu-paradesportivo-vira-um-marco-para-o-esporte,0b2f25cbbc8d9511a07c051219f53b4f3zw0ilje.html http://portalmakingof.com.br/florianopolis-sediara-o-1-brasileiro-de-jiu-jitsu-paradesportivo
Em janeiro de 2020 foi publicada pela primeira vez um Artigo cientifico comprobatório sobre o tema Parajiu-Jitsu, pela South America Jounal através da Universidade Federal do Acre https://fbjjp.org.br/arquivos/registro-cientifico-de-direito-2782-Texto%20do%20artigo-8278-2-10-20200128.pdf .Bem como o destaque da capa da Revista GracieMag onde trata "O MILAGRE DO PARAJIU-JITSU" em sua edição Fevereiro/Março 2020 ano XXV www.graciemag.com.br .
Em 2021 por ocasião da necessidade de organizar de forma ainda mais profissional a modalidade parajiujitsu, foi elaborado o CÓDIGO DE CONDUTA ÉTICA da FBJJP (Federação Brasileira de Jiu Jitsu Paradesportivo) por Cleverson Fidelis ( Co- Fundador, Diretor da FBJJP) para nortear as condutas dos paratletas alinhadas à etica e regras educar e desenvolver os paratletas e assim evitar condutas indesejadas que lesam o esporte.
Em 2023 após contínuos 6 anos de trabalhos, eventos, competições, pesquisas, análises e registros, foi publicado o Livro Oficial de Regras do ParaJiuJitsu, escrito por Mario Edson (Professor Cowboy - Vice Presidente da FBJJP) com a colaboração de histórico justificativa escrita pelo Professor Cleverson Fidelis e colaboração de conteúdo por Cleverson Fidelis, Elcirley Luz, Mario Torquete e Gentle Art Media.